# لا يمكن أن أتوقف بعد الآن
لا يمكن أن يقف بعد الآن (بالكورية: 더 이상은 못 참아) هو مسلسل تلفزيوني كوري جنوبي 2013-2014. تم بثه على جي تي بي سي في الفترة الزمنية من الاثنين إلى الجمعة من 5 أغسطس 2013 إلى 9 يناير 2014.

## القصة
قصة جيل بوك جا (سونوو يونغ نيو) الذي يقرر الطلاق بعد 50 عامًا من الزواج، كذلك تحكي الدراما قصص العائلية ومشاكلها الاجتماعية.

## الممثلون
- بايك إل-سيوب بدور هوانغ جونغ غاب.[5]
- سونو يونغ-نيو بدور جيل بوك جا.
- لي يونغ-يون بدور هوانغ سون جونغ
- كيم جين-وو بدور سونغ وو

## جدال
تم إخطار كاتبة السيناريو سيو يونغ ميونغ ، التي وقعت عقدًا حصريًا مع JS Pictures في عام 2010 ، بإلغاء عقدها في 6 سبتمبر 2013. رفعت دعوى قضائية للحصول على تعويضات ضد المنتجين والقناة ، تم استبدالها لاحقًا بالكاتب بارك بيونغ ووك.

## روابط خارجية
- الموقع الرسمي
- لا بيانات لهذه المقالة على ويكي بيانات تخص الفن